# Harfový most (Tábor)

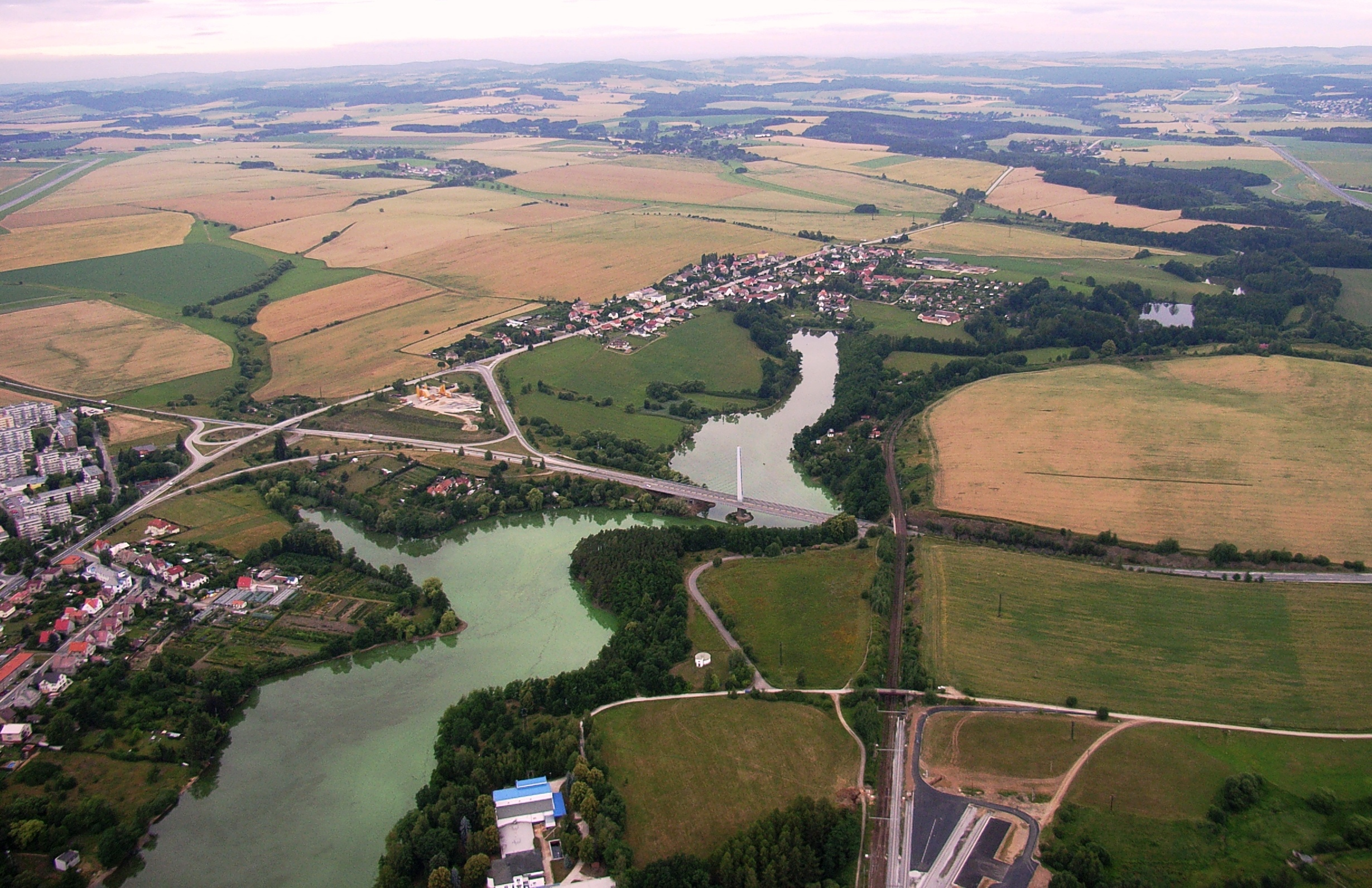
Letecký pohled na rybník Jordán s mostem

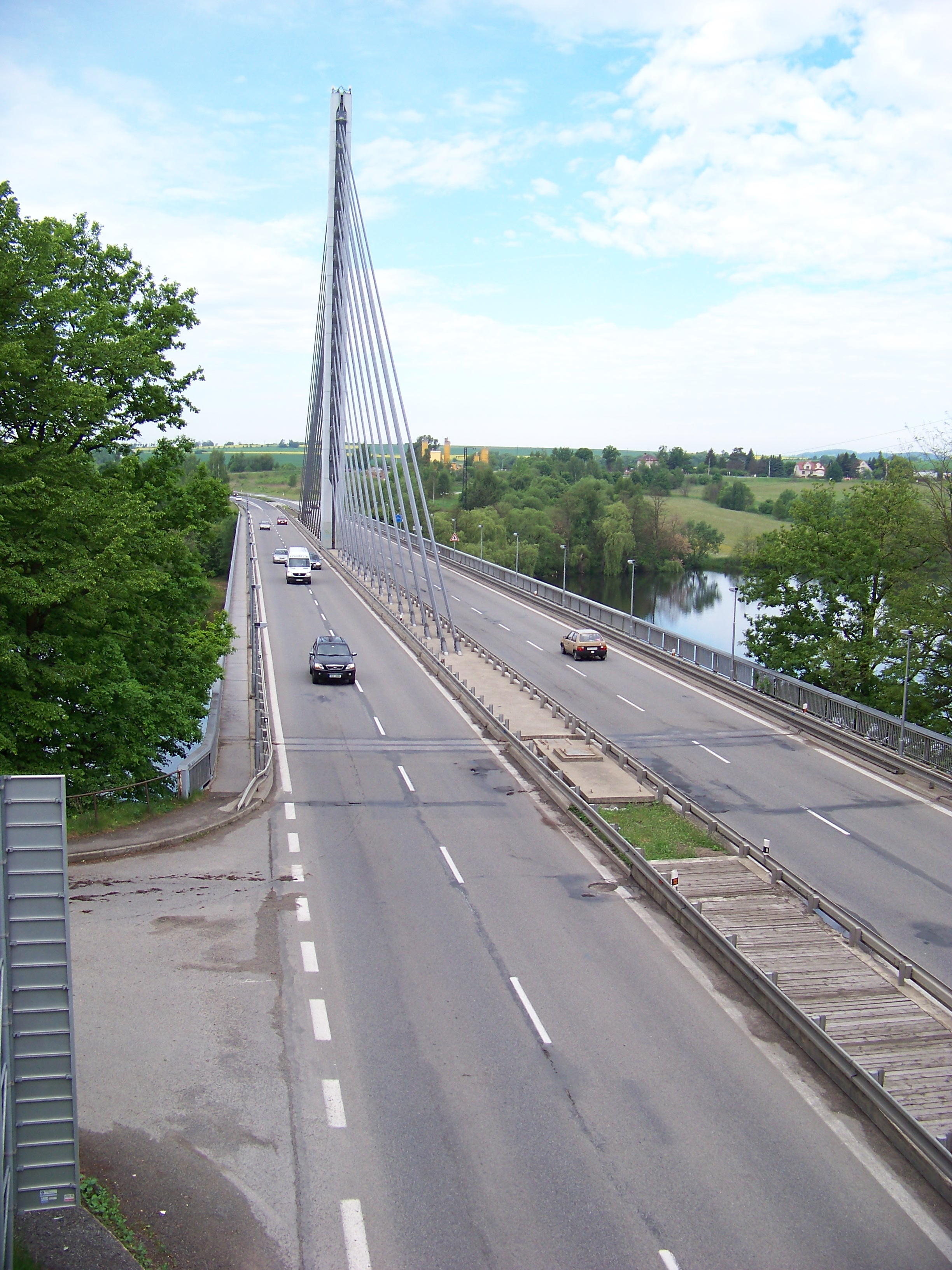
Most přes Jordán, pohled z vlaku

Harfový most je vžitý neoficiální název železobetonového zavěšeného mostu ve směru východ–západ přes rybník Jordán v Táboře v prostoru mezi Pražským předměstím a Čekanicemi, jihovýchodně od místní části Náchod. Je označován též například most přes Jordán. Je součástí severního silničního obchvatu Tábora. Převádí silnici I/19 směrem od Plzně k napojení na dálnici D3, které se nachází asi 2,5 km východně od mostu, přičemž dálnice D3 tvoří východní obchvat města, po němž tříkilometrovým úsekem peážuje i silnice I/19, která pak pokračuje k Pelhřimovu.

## Historie
Projekce a stavba trvaly dle Encyklopedie mostů asi 5 let, byl stavěn v letech 1984 až 1991, dle Táborského deníku byl most otevřen 4. července 1991, dle Encyklopedie mostů byl dokončen v roce 1990. Původním termínem dokončení byl říjen 1990, stavba nabrala pětiměsiční skluz, k jehož dorovnání firma zavedla dvousměnný provoz, pro který však firma neměla dost pracovníků. Náklady na postavení byly dle Encyklopedie mostů 45 milionů Kč, dle Táborského deníku 80 milionů Kč.
Investorem byl Silniční a investorský útvar České Budějovice, dodavatelem Stavby mostů Praha.
O výstavbě mostu natočil Jan Svoboda 29minutový dokumentární film.
Postavením obchvatu s mostem bylo zklidněno centrum města, kterým dříve na komunikaci Praha – České Budějovice projíždělo denně až 25 tisíc motorových vozidel, a zároveň se zkrátila cesta (Encyklopedie mostů uvádí zkrácení „o celou půlhodinu“). Již měsíc po otevření mostu poklesl počet automobilů projíždějících centrem města z 21–24 tisíc denně zhruba na polovinu a z centra téměř zcela vymizela nákladní auta, čímž se zvýšila průjezdnost centrální křižovatky na Křižíkově náměstí.
Někteří obyvatelé se postavení mostu obávali kvůli ohrožení pitné vody. Protože rybník Jordán je zároveň nádrží pro čerpání pitné vody pro Tábor, vztahují se na most velmi přísná hygienická opatření.

## Popis
Dvě dvouproudové komunikace na železobetonových nosnících jsou zavěšeny na 26 ocelových lanech, která vybíhají z 60 metrů vysokého pylonu. Lanová konstrukce připomíná dvojici harf. Most je dle Encyklopedie mostů 220 metrů dlouhý a 22 metrů široký, dle distributora dokumentárního filmu o výstavbě mostu je 212 metrů dlouhý a 23 metrů široký, stavební firma uvádí v referencích také délku mostu 208,5 metru. Pylon, který měl být původně založen do dna rybníka, byl přenesen na jeho břeh, resp. na výběžek terénu do prostoru nádrže. Výška pylonu je 77 m od základů, z toho 53,5 m výška nad mostovkou. 111 metrů dlouhé hlavní mostní pole je ve výšce 10,5 metrů nad hladinou Jordánu. Jednotlivé lamely mají délku 6,2 m a hmotnost 160 tun.
Dle referencí stavební firmy SMP CZ patří mezi první realizované mosty s harfovým systémem závěsů v České republice (podobnou konstrukci a vzhled má například Lanový most na Jižní spojce v Praze, budovaný o 6–7 let později).
V síni tradic města Tábora se nachází model mostu.